# Eucranaus tenuipes
Eucranaus tenuipes is een hooiwagen uit de familie Cranaidae.